# Fànnia de Minturnae
Fànnia (en llatí: Fannia) va ser una dona de Minturnae del segle ii aC.
Era de baixa reputació però amb propietats, i per això Gai Titini s'hi va casar. Poc després, Titini la va repudiar, però es va voler apoderar del seu dot. Per resoldre el conflicte, les parts van recórrer a Gai Màrius, el qual va demanar a Titini que tornés la dot, però Titini no va accedir. Màrius va dictar una sentència que declarava la dona culpable d'adulteri i obligava el marit a tornar el dot, al·legant que quan s'hi va casar ja sabia de la conducta de la seva dona. Fànnia va agrair la justícia de la sentència i, quan l'any 88 aC Màrius va fugir i va passar per Minturnae, Fànnia el va acollir a casa seva i se'n va ocupar tant com va poder.